# Hiliaurifa Hilisimaetano
Hiliaurifa Hilisimaetano is een bestuurslaag in het regentschap Nias Selatan van de provincie Noord-Sumatra, Indonesië. Hiliaurifa Hilisimaetano telt 1083 inwoners (volkstelling 2010).